# Ctenopelma fascipenne
Ctenopelma fascipenne är en stekelart som beskrevs av Barron 1981. Ctenopelma fascipenne ingår i släktet Ctenopelma och familjen brokparasitsteklar. Inga underarter finns listade i Catalogue of Life.